# جنرالی
گروه جنرالی (به ایتالیایی: Generali) بزرگترین شرکت بیمه ایتالیا و یکی از بزرگترین شرکت‌های ارائه‌دهنده خدمات بیمه در اروپا می‌باشد، که دفتر مرکزی آن در شهر تریسته قرار دارد. شرکت جنرالی در سال ۲۰۱۰ پس از شرکت آکسا، به عنوان دومین شرکت بیمه جهان شناخته شد.
این شرکت در تاریخ ۲۶ دسامبر سال ۱۸۳۱ در بندر تریسته، ایتالیا تأسیس شد. بندر تریسته در آن زمان مهم‌ترین بندر دریایی امپراتوری اتریش-مجارستان محسوب می‌شد.
گروه جنرالی با گذشت زمان به‌تدریج رشد نمود، خدمات خود را توسعه داد و به یکی از بزرگترین شرکت‌های بیمه در کشور ایتالیا و حتی اروپا تبدیل شد.
بخشی از سهام شرکت جنرالی در بازارهای بورس ایتالیا و بورس یورونکست میلان معامله می‌شود و جزئی از شاخص یورو استاکس ۵۰ می‌باشد.